# Jünnansko-kuejčouská vysočina
Jünnansko-kuejčouská vysočina (čínsky 云贵高原, pinyin Yúnguì Gāoyuán, český přepis Jün-kuej-kao-jüan) je geomorfologická jednotka v jihovýchodní Číně. Patří do jižní podoblasti východočínské oblasti. Jak název napovídá, táhne se přes čínské provincie Jün-nan a Kuej-čou, částečně až do Chu-pej. Na severu je ohraničena Čchang-ťiangem, na východě Jihočínskou hornatinou, na jihovýchodě Tonkinským zálivem a na západě sinotibetskými horskými pásmy. Dosahuje výšek 1 500 – 2 000 m n. m., nejvyšší bod 3 505 m leží v pásmu Wu-liang-šan na západě.
Jün-kuej již nepatří do alpsko-himálajského systému. Leží na jihočínské desce, která se už ve starohorách slepila z jižnější Katasie (Cathaysia) a severnějšího bloku Jang-c'. Severovýchodní sinijské a katasijské tektonické linie způsobilo jenšanské vrásnění ve druhohorách.
Vysočina je budována silně zvrásněnými prvohorními pískovci a břidlicemi spolu s druhohorními vápenci. Místy najdeme třetihorní výlevy čediče. Povrch je hluboce rozčleněn říčními údolími. Na západě jsou charakteristické kužely vyhaslých sopek, na východě se objevují stolové hory a silně rozvinuté krasové jevy. Oblast je velmi aktivní seismicky.
Jsou zde naleziště uhlí a soli, cínových rud, manganu, rtuti a bauxitů. Je to také jedna z nejdůležitějších čínských oblastí pěstování čaje. Nejdůležitější města jsou Kchun-ming, Kuej-jang, Čchü-ťing, An-šun a Cun-i.